# Real Marinha do Barém
A Real Marinha do Barém (em árabe: قوة دفاع البحرين), é o ramo marítimo da Força de Defesa do Barém. A força naval do Barém consiste em 700 pessoas, 35 navios e dois helicópteros. A frota inclui duas fragatas, a antiga classe Oliver Hazard Perry dos Estados Unidos.
A Real Marinha do Barém recebeu a fragata RBNS Sabha dos Estados Unidos, chegando ao Barém em 9 de julho de 1997. Em 18 de janeiro de 2024, uma segunda fragata da classe Oliver Hazard Perry, RBNS Khalid bin Ali, chegou ao Bahrein após ser transferida da Marinha dos Estados Unidos.